# Ballistic
Ballistic (Ballistic: Ecks vs Sever) è un film thriller d'azione del 2002 diretto da Wit Kaosainan sotto lo pseudonimo di "Kaos", con protagonisti Antonio Banderas e Lucy Liu.
La pellicola è incentrata sui due agenti Ecks e Sever, inizialmente opposti l'uno all'altro ma accomunati da un medesimo nemico, l'agente Robert Gant, che ha segnato profondamente le loro vite.
Ballistic è stato un flop al botteghino ed è stato stroncato dalla critica, venendo definito uno dei peggiori film mai realizzati. Su Rotten Tomatoes detiene un raro 0% di gradimento, basato su 118 recensioni tutte negative, rendendolo il film con le peggiori critiche nella storia del sito.

## Trama
L'agente segreto Robert Gant ha rubato un dispositivo nanotecnologico che si impianta nel corpo umano e uccide la persona all'istante se attivato, provocando un improvviso infarto fatale. Gant ha utilizzato il figlio Michael per contrabbandarlo ma prima che possa recuperare il dispositivo il bambino viene rapito dall'agente Sever. La ragazza, ex-dipendente di Gant, infatti sembra voglia vendicarsi dell'uomo perché anni prima aveva ucciso suo figlio e suo marito. Intanto l'agente Jeremiah Ecks dell'FBI, da tempo demotivato come poliziotto a causa della morte della moglie Vinn avvenuta sette anni prima, viene incaricato dal vicecapo, Julio Martinez, di recuperare il micidiale congegno. Per motivarlo ad adempiere al compito, che Ecks vorrebbe rifiutare, Martinez gli rivela che la moglie potrebbe non essere morta.
A un primo assalto verso Sever, gli uomini di Gant non riescono a fermare la donna, che sfugge grazie alle sue grandi conoscenze di armi e arti marziali. Poco dopo arrivano anche Ecks e la sua squadra, e Sever ferisce Martinez per poi darsi alla fuga inseguita da Ecks, il quale poco dopo viene arrestato con l'accusa di essere in combutta con l'agente. Tuttavia mentre sta per essere trasferito al penitenziario, Sever da un cavalcavia riesce a far sbandare il furgone e, dopo aver messo K.O. l'agente, invece di ucciderlo gli lascia un biglietto con l'indirizzo nel quale troverà sua moglie. Si scopre che Vinn non è morta ma è addirittura sposata con Robert Gant, e dopo una lite con il marito, la donna si reca all'acquario dove reincontra Ecks e gli spiega che sette anni prima Gant, da sempre innamorato di lei, dopo una cena insieme tutti e tre aveva fatto credere a Ecks che lei fosse morta e a lei che lui fosse morto, facendo esplodere due ordigni nelle loro rispettive macchine. Vinn rivela inoltre a Ecks che Michael è suo figlio.
Riappacificati, i due vengono raggiunti da Sever che li porta al nascondiglio dove tiene nascosto Michael, al quale è riuscita a estrarre il dispositivo mortale. Raggiunti da Gant e dalla sua banda, i due danno il via ad una lotta serrata condita da esplosioni, sparatorie e combattimenti alla fine della quale Ecks va via con sua moglie e suo figlio, mentre Sever uccide Gant impiantandogli il dispositivo che lui stesso aveva rubato come vendetta per la sua famiglia.

## Personaggi
- Jeremiah Ecks (Antonio Banderas): Protagonista del film, è un agente dell'FBI. Prima collega di Robert Gant (allora chiamato Clark), quest'ultimo gli tende una trappola facendogli credere che la moglie sia morta, inscenando anche un finto funerale. Da allora Ecks è demotivato come poliziotto, ma grazie all'aiuto di Sever riuscirà a ritrovare la sua famiglia e a vendicarsi di Gant.
- Agente Sever (Lucy Liu): è un ex agente segreto, abilissima nei combattimenti e nell'uso di qualsiasi tipo di arma da fuoco, dispone inoltre di un arsenale e di una conoscenza delle arti marziali invidiabile. Vuole vendicarsi di Gant, che anni prima era il suo capo e aveva sterminato la sua famiglia. Alla fine, con l'aiuto di Ecks, riuscirà ad ucciderlo.
- Robert Gant (Gregg Henry): capo di una sezione di agenti segreti speciali, ha rubato un potente dispositivo che permette di uccidere una persona senza lasciare traccia una volta impiantato nel corpo umano della vittima. Avido e senza scrupoli, neanche con i suoi uomini, riesce a sposarsi con la moglie di Ecks, di cui era da sempre innamorato, facendole credere che quest'ultimo sia morto. Viene infine ucciso da Sever.
- Vinn Gant (Talisa Soto): moglie di Ecks, si sposerà con Gant solo per proteggere Michael, il figlio avuto con Ecks, che lei crede essere morto per un'autobomba. Alla fine ritrova il marito e si riconcilia con lui.

## Accoglienza

### Incassi
Ballistic è stato un flop al botteghino, incassando 20 milioni di dollari nel mondo contro un budget di 70 milioni.

### Critica
Il film è stato stroncato dalla critica, venendo definito uno dei peggiori film mai realizzati. Sul sito aggregatore di recensioni Rotten Tomatoes detiene un raro 0% di gradimento, con un voto medio di 2,6 su 10, basato su 118 recensioni professionali, stabilendo il record di film con il più alto numero di recensioni negative sul sito. Il consenso critico del sito recita: "Un film sorprendentemente inetto, Ballistic: Ecks vs. Sever offre un'azione esagerata ed estrema senza un accenno di arguzia, coerenza, stile o originalità."
Su Metacritic, il film detiene un punteggio di 19 su 100, basato su 26 recensioni. Roger Ebert gli assegnò una stella su quattro e lo inserì nella sua lista di film più odiati, definendolo: "un pasticcio sgraziato, sommerso nel caos, che occasionalmente emerge per cliché, sovraccarico di effetti speciali ed esplosioni, privo di continuità, sanità e coerenza. Non c'è niente di sbagliato nel titolo Ballistic: Ecks vs. Sever che rinominandolo Ballistic non avrebbe risolto. Strano che abbiano scelto un titolo così ingannevole quando, in realtà, il film non parla di Ecks contro Sever, ma di Ecks e Sever che lavorano insieme contro un nemico comune - sebbene Ecks, Sever e il pubblico impieghino molto tempo per capirlo."

## Videogioco
Basato sulla trama del film, nel 2002 è uscito un videogioco in prima persona per Game Boy Advance, dal titolo Ecks vs Sever, valutato positivamente dalla critica specializzata. L'anno successivo è uscito anche il sequel Ballistic: Ecks vs Sever anch'esso per Game Boy Advance.